# روجر بيتون
يعد روجر «روج» بنتون المولود في عام ١٩٤٢ من أبرز المعجبين بالخيال العلمي الانجليزي، بائع كتب، محرر وناشر من برمنغ هام.
كان بنتون عضوًا نشيطًا في حركة الإعجاب بالخيال العلمي منذ عام ١٩٦١، عندما شارك في تأسيس مجموعة برمنغ هام للخيال العلمي.
في الفترة من عام ١٩٦٤ إلى عام ١٩٦٦، خدم كمحرر لمجلة Vactor النقدية لجمعية الخيال العلمي البريطانية، كما اسس مجلة Tanget
الخيالية التابعة لجمعية الخيال العلمي البريطانية.
بدأ مزاولة العمل لمدة طويلة بشكل اعتيادي وتقليدي في لجان تنظيم اتفاقية الخيال العلمي لدى Brumcon2,The 1965 Eastercon
منذ ذلك الحين حضر أكثر من ١٥٠ مؤتمرًا للخيال العلمي إضافة إلى كونه أحد (الستة المبدعين) الذين حضروا (Novacons)
الخمسة وأربعون. في عام ١٩٧٩ فاز بجائزة دوك فاير (Doc Wier) عن خدماته في الفاندوم
في عام ١٩٧١، أطلق بيتون وشريكه في العمل رود ميلنر شركة لبيع الكتب بدوام جزئي، وهي شركة آندروميدا للكتاب، في Old Hell التي
تبعد اميال قليلة خارج برمنغ هام. انتقل بيتون إلى مركز المدينة في عام ١٩٧٣، وترك بيتون وظيفته في الصناعة والبناء ليتفرغ لبيع الكتب بدوام كامل، والتي كانت من المقرر ان تستمر حتى ٢٠٠٢ عندما تمت التصفية بشكل طوعي للشركة. بعد زوال شركة آندروميدا، توجه بيتون منفردا للبيع على الانترنت ككتب ريبلاي. خلال فتره عمل آندروميدا، تضمنت مشاريعهم فيها التحرير المشترك لسلسة Ventuer SF المعاد طباعتها للمغامرة الكلاسيكية للخيال العلمي راندوم هاوس.
بيتون وميلنر آدارا أيضا صحافة صغيرة Drunken Dragon (١٩٨٥-١٩٨٩) والتي كانت من ضمن عناوين أخرى للصحافة منها المحاكاة الساخرة
The Dragonhiker’s Guide to Battlefield Covenant at Dune’s Edge: Odyssey Two by David Langford..